# عثمان مختاری
حکیم ابوعمر بهاءالدین عثمان بن عمر مختاری غزنوی شاعر و حماسه‌سرای برجسته دوره پایانی سده پنجم و دوره آغازین سده ششم هجری قمری بود. از زندگانی او دانسته‌های اندکی در دست است. تاریخ زاده شدن او را میان سال‌های ۴۵۷–۶۹ و درگذشت او را میان سال‌های ۵۱۲–۵۴۸ نوشته‌اند. مختاری در سرودن غزل و قصیده و رباعی و قطعه و ترکیبات و مثنوی استاد بوده‌است؛ ولی بیشتر به قصیده‌سرایی و مثنوی‌گویی گرایش داشته و قصاید و مثنویات او بر دیگر آثاری که از خود بر جای نهاده برتری دارد. مختاری چندین تن از شاهان و فرمان‌روایان دوران زندگی خویش را نیز مدح گفته است. از میان آن‌ها می‌توان به علاءالدوله مسعود بن ابراهیم غزنوی نام برد که مختاری شهریارنامه را به نام او کرده‌است.
دو مثنوی به نامهای شهریارنامه و هنرنامه یمینی از او هستند که بخش بزرگی از آثار او را تشکیل می‌دهند. بیشتر آثار او امروزه در دست است. در سال ۱۳۴۱ خورشیدی دیوان او به کوشش جلال‌الدین همایی در تهران در ۹۴۷ صفحه به چاپ رسید. مختاری شهریارنامه را متعاقب از شاهنامه فردوسی، گرشاسپ‌نامه اسدی طوسی، برزونامه عطاء بن یعقوب کاتب متخلص به عطایی و امثال آن‌ها به رشته نظم درآورده است.